# جوائز الأكاديمية النيجيرية للعلوم الإعلامية
جوائز الأكاديمية النيجيرية للعلوم الإعلامية هي جوائز إعلامية تقدم سنويًا لتقدير التقارير العلمية المتميزة. تأسست الأكاديمية في عام (2010) من قبل الأكاديمية النيجيرية للعلوم لتكريم الصحفيين الإذاعيين وكاتب العمود الذي نشر مقالات ذات صلة بالعلوم، مثل مقالات عن الصحة والتكنولوجيا والبيئة.[3] غالبًا ما يحضر عرض الجائزة العديد من ممثلي وسائل الإعلام والسياسيين والمشاهير والصحفيين في جميع أنحاء العالم. أقيم الحفل الأخير، الذي تم تكريم الصحفيين في عام (2017)، في فندق شيراتون، بنك موبولاجي أنتوني واين، ميريلاند، ولاية لاغوس، نيجيريا في 10 أغسطس2017.

## تصنيفات
الفئات الحالية
اعتبارًا من عام (2017)، حصلت الأكاديمية النيجيرية لعلوم الإعلام على فئتين. بعض هذه تشمل:
- فئة الطباعة: منذ عام 2010
- فئة البث: منذ عام 2010